# 约翰内斯·蒂勒 (化学家)

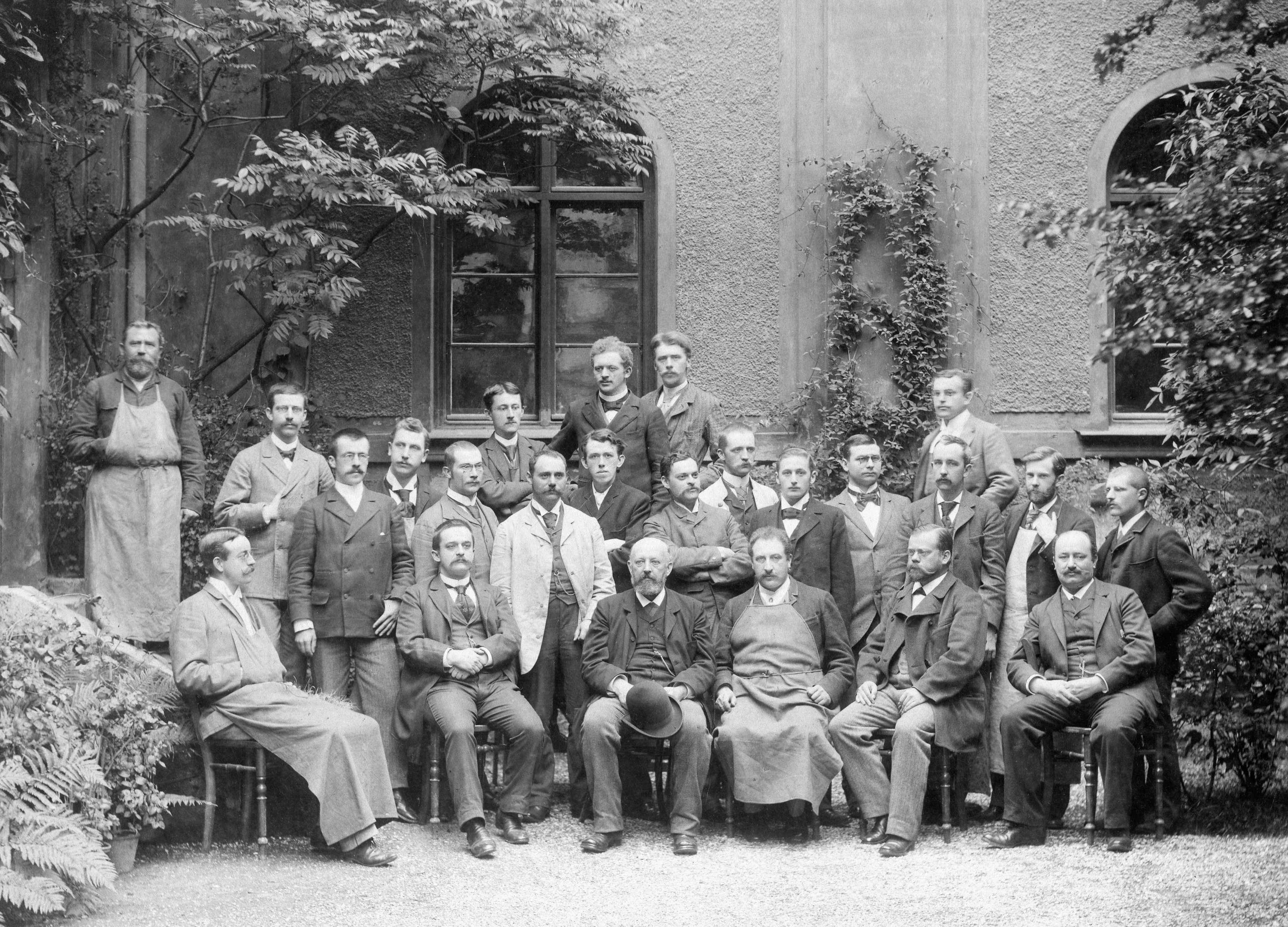
弗里德里希·卡尔·约翰内斯·蒂勒（前排左二）和化学系内其他人的合照，摄于1893年

弗里德里希·卡尔·约翰内斯·蒂勒（德語：Friedrich Karl Johannes Thiele；1865年5月13日—1918年4月17日；又译作悌勒）是一位德国化学家，他是慕尼黑大学和斯特拉斯堡大学等多所大学的著名教授。蒂勒一生研发了很多与有机化合物的分离相关的实验室技术。1917年，他描述了一个能精确测定熔点的仪器，并用他的名字命名为Thiele管。
蒂勒出生于普鲁士拉蒂博（现波兰拉齐布日），曾在布雷斯劳大学研究数学，后来转为研究化学，1890年获得哈雷-维滕贝格大学博士学位。1893年至1902年间，他在慕尼黑大学教书，这段时间他也被斯特拉斯堡大学任命为化学教授。
蒂勒提出了制备乙二醛双-丙脒腙的方法。
1865年凯库勒提出苯的结构之后，他提出“余价学说”用以解释碳碳双键和叁键结构在反应中的活泼现象。这导致了1899年对苯的共振论的预测，同时通过使用一个环表示部分键提出了一个共振结构。后来这个问题随着量子力学的出现得到完满解决。
1899年，蒂勒担任德国慕尼黑巴伐利亚自然科学与人文科学学会有机化学系主任。他和他的同事奥托·霍尔津格一同合成亚氨基二苄，这个化合物由两个苯环通过氮原子和乙烯桥连接。
他发现酮和醛能与环戊二烯发生缩合反应，生成富烯衍生物。他认为这些有颜色的富烯衍生物与苯的衍生物相似，但并非是同分异构体。
根据蒂勒的一个学生海因里希·奥托·威兰，蒂勒不喜欢天然产物化学。